# Susanna van Steenwijk
Susanna van Steenwijk  nacida como Susanna Gaspoel (1601-Ámsterdam, enterrada el 2 de agosto de 1664) fue una pintora neerlandesa de exteriores arquitectónicos, activa en Leiden y Ámsterdam.
Se desconoce el lugar de su nacimiento, aunque probablemente fue  Londres. Su padre, Johan Gaspoel, fue enterrado el año 1622 en Westham en Inglaterra, cuando ninguno de sus tres hijos habían cumplido los 21 años de edad.Susanna contrajo matrimonio con el pintor arquitectónico Hendrick van Steenwijk el Joven, que era 20 años mayor que ella. Bautizaron un hijo en Ámsterdam en 1632 y otro en Leiden en 1634.
Sus pinturas más conocidas son de la década de 1640, y estuvieron realizadas en Leiden y Ámsterdam. En agosto de 1642, Steenwijk vendió una representación del Lakenhal (fábrica de paños) de Leiden al ayuntamiento de esa localidad.Igual que su marido también realizó pinturas de interiores de iglesia, como un interior de la Leiden Pieterskerk (en el Stedelijk Museum De Lakenhal),y un dibujo de un interior con la fecha de 1664 y firmado como: «Susanna v. Steenwijk».
Se conoce una caja, a manera de bargueño o casillero de pequeñas dimensiones, datada en 1664 llamada Luthers kastje (La caja de Lutero)  pintada por ella. En su exterior la caja es de aspecto sobrio, pero en su interior posee unas inusuales pinturas en los fondos de sus cajones, tanto por la ubicación como por la temática; retratos de reformadores y teólogos de la iglesia, incluidos Erasmo, Lutero y Calvino, y en otro espacio mayor, un interior de iglesia protestante.El reverso de uno de los paneles de cierre representa la escena bíblica de Jesús y la mujer Samaritana.
Tras la muerte de su marido, Steenwijck se mantuvo como pintora de perspectivas arquitectónicas en Ámsterdam. 